# گرین ولی رنچ

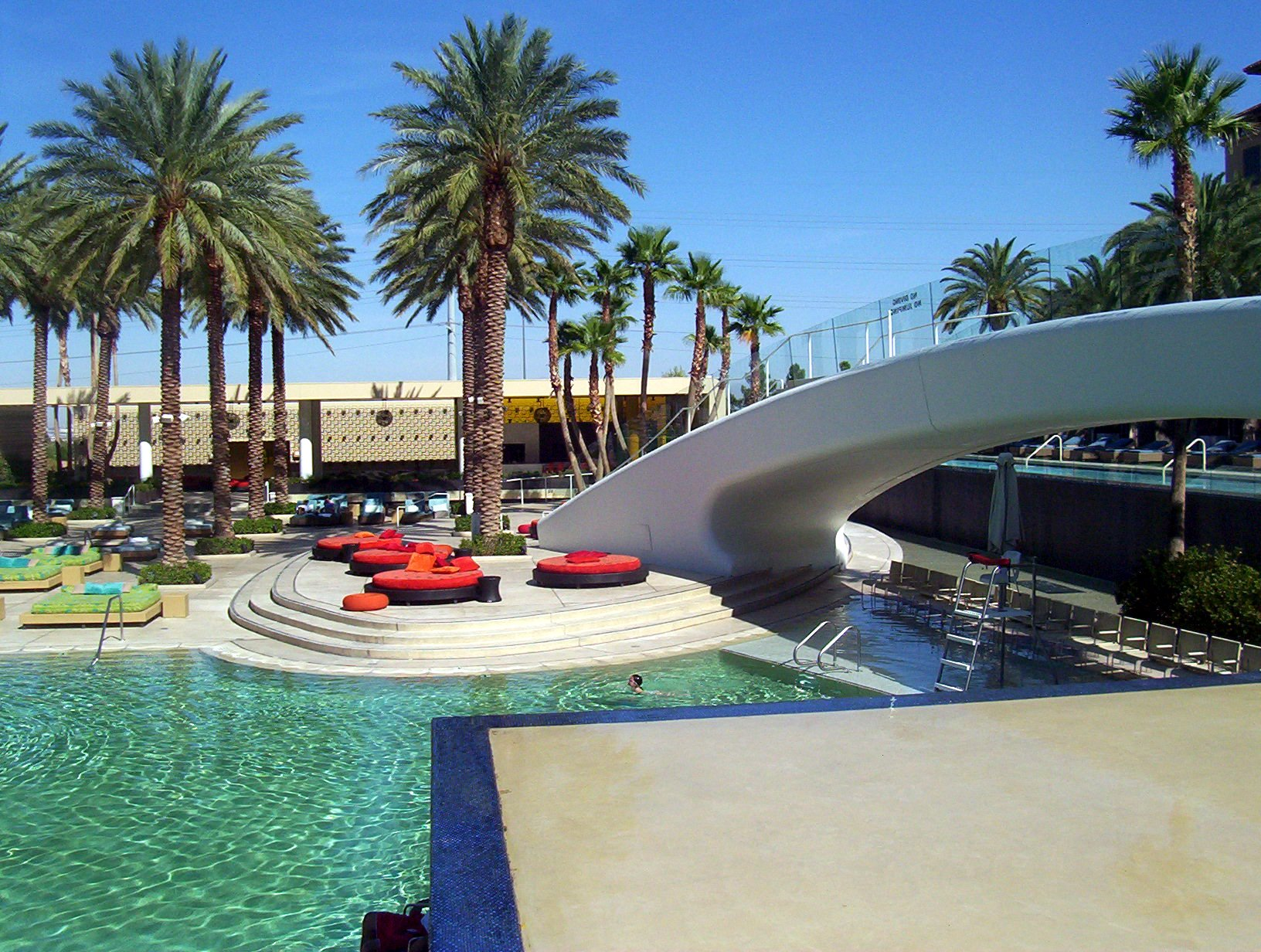
محوطه استخر، ۲۰۰۸

گرین ولی رنچ (انگلیسی: Green Valley Ranch) یک هتل، قمارخانه و اسپا در هندرسون، نوادا، ایالات متحده آمریکا است.
این هتل که در سال ۲۰۰۱ تأسیس شده دارای ۴۹۵ اتاق، ۸ رستوران و ۱۳٬۳۶۷٫۹ مترمربع فضای کازینو است.